# Centre ålandais
Le Centre ålandais (en suédois : Åländsk Center ou Centern) est un parti politique centriste ålandais, fondé en 1976, ancien membre du Parti de l'Alliance des libéraux et des démocrates pour l'Europe.
Les Premiers ministres (« landtråd ») Ragnar Erlandsson (1991-1995) et Roger Nordlund (1999-2007) sont issus de ses rangs. C'est le principal parti de l'archipel avec le parti libéral. En ce qui concerne le statut d'Åland, le parti centriste défend généralement un approfondissement de l'autonomie sans rompre totalement les liens avec la Finlande et plaide pour le droit à l'autodétermination.

## Histoire électorale

### Parlement d'Åland
| Année | Sièges  | Voix |
| ----- | ------- | ---- |
| 1979  | 14 / 30 |      |
| 1983  | 11 / 30 |      |
| 1987  | 9 / 30  |      |
| 1991  | 10 / 30 |      |
| 1995  | 9 / 30  |      |
| 1999  | 9 / 30  |      |
| 2003  | 7 / 30  |      |
| 2007  | 8 / 30  |      |
| 2011  | 7 / 30  |      |
| 2015  | 7 / 30  |      |
| 2019  | 9 / 30  |      |
| 2023  | 7 / 30  |      |